# Kunstkritiek

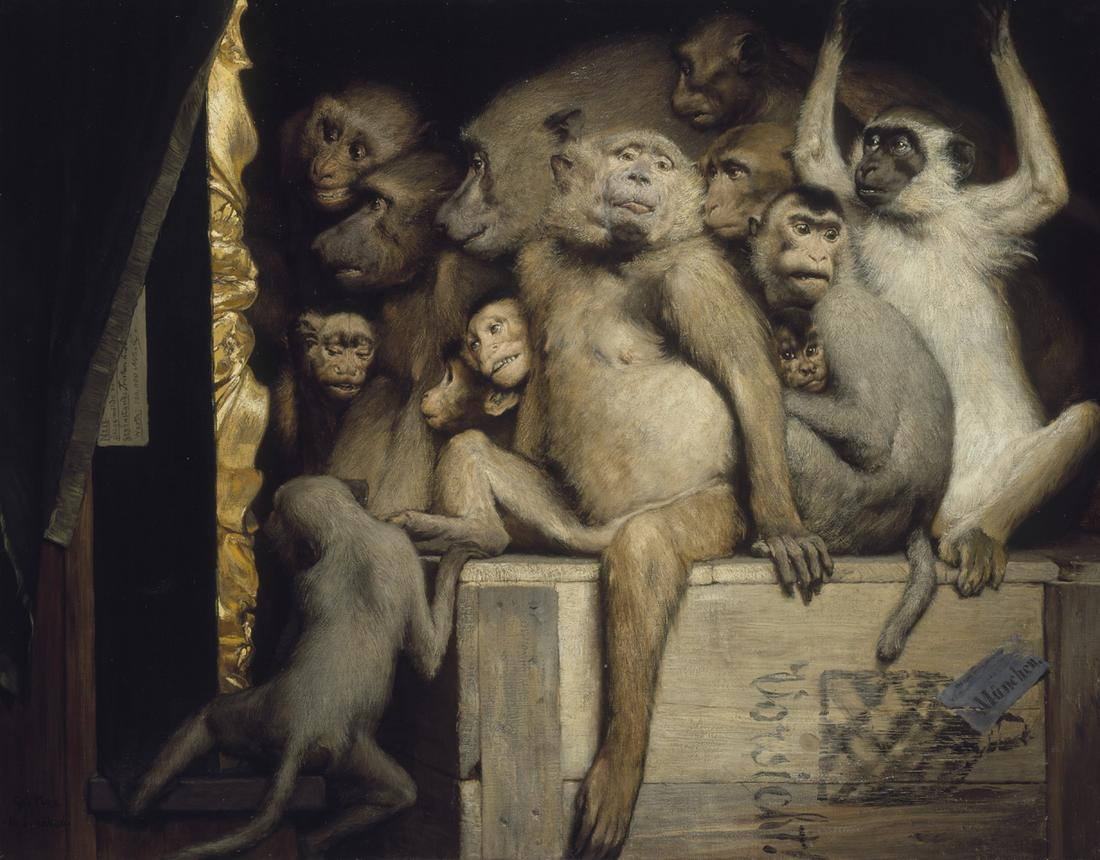
Monkeys as Judges of Art, 1889, Gabriel von Max

Kunstkritiek is de discussie en evaluatie van alle kunstvormen. Er wordt vaak kritiek gegeven in een esthetische context. De verscheidenheid in manifestaties in kunst leidt tot een verdere onderverdeling. Er wordt onderscheid gemaakt tussen geschiedkundige kritiek en evaluatie van hedendaagse kunstenaars.
Kunstkritiek is bijzonder onderhevig aan verandering door de tijd heen. Critici uit het verleden worden vaak bespot, omdat zij kunstenaars verheffen, bijvoorbeeld de laat-19e-eeuwse academische kunststroming, of kunstenaars de grond in boren, zoals de vroege impressionisten.
Kunstenaars hebben vaak een vijandige relatie met critici, aangezien zij aan hen hun bekendheid te danken hebben. Niet zelden is het in de geschiedenis voorgevallen dat kunstenaars en hun werk niet begrepen werden en pas generaties later werden erkend.

## Hedendaagse kunstkritiek
Kunstcritici en kunsttheoretici publiceren tegenwoordig hun kritieken en verslagen in zowel tijdschriften als kranten online, met name op gespecialiseerde blogs. Ze werken soms als curatoren van tentoonstellingen en geven les aan academies of universiteiten. Kunstcritici hebben een eigen UNESCO-organisatie, namelijk de Internationale Vereniging van Kunstcritici.

## Bekende kunstcritici
- Theodor Adorno
- Guillaume Apollinaire
- Clive Bell
- Walter Benjamin
- Bernard Berenson
- John Berger
- Bazon Brock
- Coosje van Bruggen
- Jules Champfleury
- Denis Diderot
- Ticio Escobar
- Roger Fry
- Théophile Gautier
- Robert Hughes

- Édouard Jaguer
- Louis Leroy
- Li Xianting
- Octave Mirbeau
- Desiderio Navarro
- Herbert Edward Read
- Rainer Maria Rilke
- John Ruskin
- Susan Sontag
- Jim Supangkat
- Théophile Thoré-Bürger
- Tristan Tzara
- Émile Zola